# 坪井一宇
坪井 一宇（つぼい かずたか、1939年7月15日 - 2020年11月9日）は、日本の政治家。元参議院議員（2期）。位階は従四位。
大阪府大阪市出身。妻の坪井まき（坪井万起）は2003年の大阪市議選に自由民主党から立候補したが落選している。長女は元細野豪志衆議院議員政策担当秘書、参議院議員中村哲治の妻（2006年死去）。

## 略歴
- 1962年 3月 関西大学法学部卒業。
- 1962年 4月 ミドリ十字入社。
- 1975年 4月 大阪府議会議員に当選（連続4期）。以降、警察常任委員会委員長、第81代大阪府議会議長[2]（史上最年少）等を歴任。
- 1987年12月 参議院大阪府補欠選挙に自民党公認で立候補し初当選。当時自民党幹事長だった安倍晋太郎率いる清和研入会。
- 1989年 7月 第15回参議院議員通常選挙に立候補するも落選。
- 1992年 7月 第16回参議院議員通常選挙に立候補し当選。
- 1994年 9月 参議院沖縄及び北方問題に関する特別委員長
- 1996年 1月 通商産業政務次官
- 1997年 9月 国土政務次官
- 1998年 7月 第18回参議院議員通常選挙に立候補するも落選。
- 2000年 6月 第42回衆議院議員総選挙に大阪府第11区から立候補するも次点で落選。
- 2007年 7月 第21回参議院議員通常選挙に比例区から国民新党公認候補として立候補するも落選。
- 2009年11月 旭日重光章受章。
- 2016年3月 自民党に復党[3]。
- 2020年11月9日3時12分、呼吸不全のため、大阪市の病院で死去[4]。81歳没。死没日をもって従四位に叙される[5]。

## 親族
- 娘婿・中村哲治（元参議院議員）

## メディア出演
- 坪井&ヤマケンの新・世直しのツボ（ラジオ大阪）
  - 坪井が逝去した後（2020年11月29日放送分以降）も、坪井の代役（放送上の肩書は「応援パーソナリティ」）を立てたうえで、タイトルを変えず放送最終回（2021年3月28日）まで継続。